# Octopus rapanui
Octopus rapanui är en bläckfiskart som beskrevs av Voss 1979. Octopus rapanui ingår i släktet Octopus och familjen Octopodidae. Inga underarter finns listade i Catalogue of Life.